# Flisværk
Et flisværk er en type kraft- eller kraftvarmeværk, hvor træflis er den væsentligste brændseltype.
| Energi | Spire Denne artikel om produktion, distribution og forbrug af energi er en spire som bør udbygges. Du er velkommen til at hjælpe Wikipedia ved at udvide den. |